# René la Canne (film)
Pour le personnage réel, voir René la Canne.
Pour plus de détails, voir Fiche technique et Distribution.
René la Canne est un film franco-italien réalisé par Francis Girod, tourné en 1976, sorti en salles en 1977.

## Fiche technique
- Titre : René la Canne
- Réalisation : Francis Girod, assisté de Denys Granier-Deferre
- Scénario : Francis Girod et Jacques Rouffio, d'après l'œuvre originale de Roger Borniche
- Photographie : Aldo Tonti
- Montage : Eva Zora
- Musique : Ennio Morricone
- Son : Bernard Bats
- Décors : Jean-Jacques Caziot
- Costumes : Jacques Fonteray
- Coordinateur des combats et des cascades : Claude Carliez et son équipe
- Producteur : Jacques-Éric Strauss
- Sociétés de production : Président Films, Rizzoli Film
- Sociétés de distribution : AMLF
- Pays de production :  France,  Italie
- Langue : français
- Année de production : 1976
- Format : couleur (Eastmancolor) — 35 mm — 1,66:1 — Son : Mono
- Genre : comédie dramatique, policier
- Durée : 97 minutes
- Dates de sortie : 
  - France : 16 février 1977

## Distribution
- Gérard Depardieu : René Bornier
- Sylvia Kristel : Krista
- Michel Piccoli : Inspecteur Marchand
- Stefano Patrizi : Gino
- Riccardo Garrone : Karl
- Jacques Jouanneau : Fourgue
- Jean Rigaux : Vieuchêne
- Orchidea De Santis : Kim
- Venantino Venantini : Carlo
- Valérie Mairesse : Martine
- Jean Carmet : le commissaire de Cannes
- Maria van der Meer : La mère de Krista
- Annie Walther : Martha
- Doris Walther : Bretzel
- Suzanne Berthois
- Évelyne Bouix
- Daniel Breton
- Philippe Brizard
- Emmanuelle Brunschwig
- Catherine Castel
- Marie-Pierre Castel
- Marc Cemin
- Georges Conchon
- Lydia Feld
- René Girier
- Joëlle Granger
- Véronique Granger
- Jean-Pierre Honoré
- René Lenoty
- Papinou
- Pierre Raffo
- Percival Russel
- Franz Sauer
- François Trystram
- Raymonde Vattier
- Lionel Vitrant
- Nathalie Clément-Villeret